# Гура Швентей Анни (селище)
Гу̀ра Швѐнтей А̀нни (на полски: Góra Świętej Anny; на немски: Sankt Annaberg, на силезки: Świyntŏ Anna) е село в Южна Полша, Ополско войводство, Стшелецки окръг, Община Лешница. Според Полската статистическа служба към 31 декември 2009 г. селото има 469 жители.

## Местоположение
Селото е разположено по склоновете на хълма със същото име. Разположено е на около 4 km северно от общинския център Лешница. В северния край на селото протича магистрала .

## История
Първото споменаване на селото е в източници от 1679 г. През 1921 година се повежда Битка при Гура Швентей Анни, между Силезки въстаници и Ваймарска република.

## Забележителности
В Регистъра за недвижимите паметници на Националния институт за наследството са вписани:
- Планински район на Гура Швентей Анни
- Францискански манастир от 1730 – 1749 г.
- Църква „Света Анна“ от 1490 г.
- Клуатър края на XVIII и XIX в.
- Параклиси на Кръстен път (26 брой) от XVIII в.
- Алеи на Дева Мария от XVIII в.
- Параклиси на Дева Мария (6 брой) от XVIII в.
- Параклис на Св. Йосиф Обручник от XVIII в.
- Масов гроб на Силезки въстаници
- Къща на пилигрим, от 1929 – 1939 г., ул. Йоан Павел II
- Кръчма, края на XVIII и XIX в., ул. Лешницка
- Къща на Съюза на поляците в Германия, от XX в., предприятието Музея на Силезия въстания
- Къща, от 1810 г., ул. Пазар 11
- Варната пещ от XIX в.

## Култура
- Калвария (място символизиращо смъртта на Исус) – група от 26 свободно стоящи параклиси на Кръстен път и алеи на Дева Мария, 6 параклиси на Дева Мария и Параклис на Св. Йосиф Обручник. Калвария е основана през 1700 г. от Йежи Адам Гашин. Строителството започва на 27 май 1700 по проект на Доменико Синьо. Архитектът е бил вдъхновен от съществуващата система за Зебжидовска калвария. През юни 1983 Голгота е посетена от папа Йоан Павел II.[5]

- Амфитеатър – в годините 1934 – 1938, с използване на терена, германците построени на хълм амфитеатъра, за 7000 места и 23 (според други източници 43) хиляди места за правостоящи. През 1938 г. е открит, в близост до горния ръб на амфитеатър, мавзолея, посветена на германските участници от III Силезко въстание. Ротонда на мавзолей е построен с варовикови блокове. След Втората световна война, през 1945 г. е бил разбит немски паметник. Сега амфитеатър е изоставен.[6]
- Паметник на Ксавери Дуниковски
- Затворени кариери

### Събития
Всяка година на връх Света Анна (във втората половина на юли) се организира фестивал на католическа младежта.